# 顏敏 (順治進士)
顏敏，直隸顺天府大兴县人，清朝政治人物，同进士出身。顔回後代。

## 生平
順治二年（1645年）舉乙酉科順天鄉試，順治六年（1649年）己丑科进士，授刑部主事，郎中，湖北巡按司副使，官至贵州按察使，摄布政使事。